# Kersley Levrai
Kersley Levrai (sinh ngày 21 tháng 6 năm 1981) là một cầu thủ bóng đá người Mauritius hiện tại thi đấu cho AS de Vacoas-Phoenix ở Giải bóng đá ngoại hạng Mauritius và cho Đội tuyển bóng đá quốc gia Mauritius ở vị trí hậu vệ. Anh nằm trong đội tuyển quốc gia Mauritius trong Trò chơi điện tử Giải vô địch bóng đá thế giới 2010 chính thức.